# Lake Lillian (Minnesota)
Pour les articles homonymes, voir Lake Lillian.
Lake Lillian est une ville américaine située dans le Comté de Kandiyohi, dans le Minnesota. Selon le recensement de 2010, sa population est de 238 habitants.

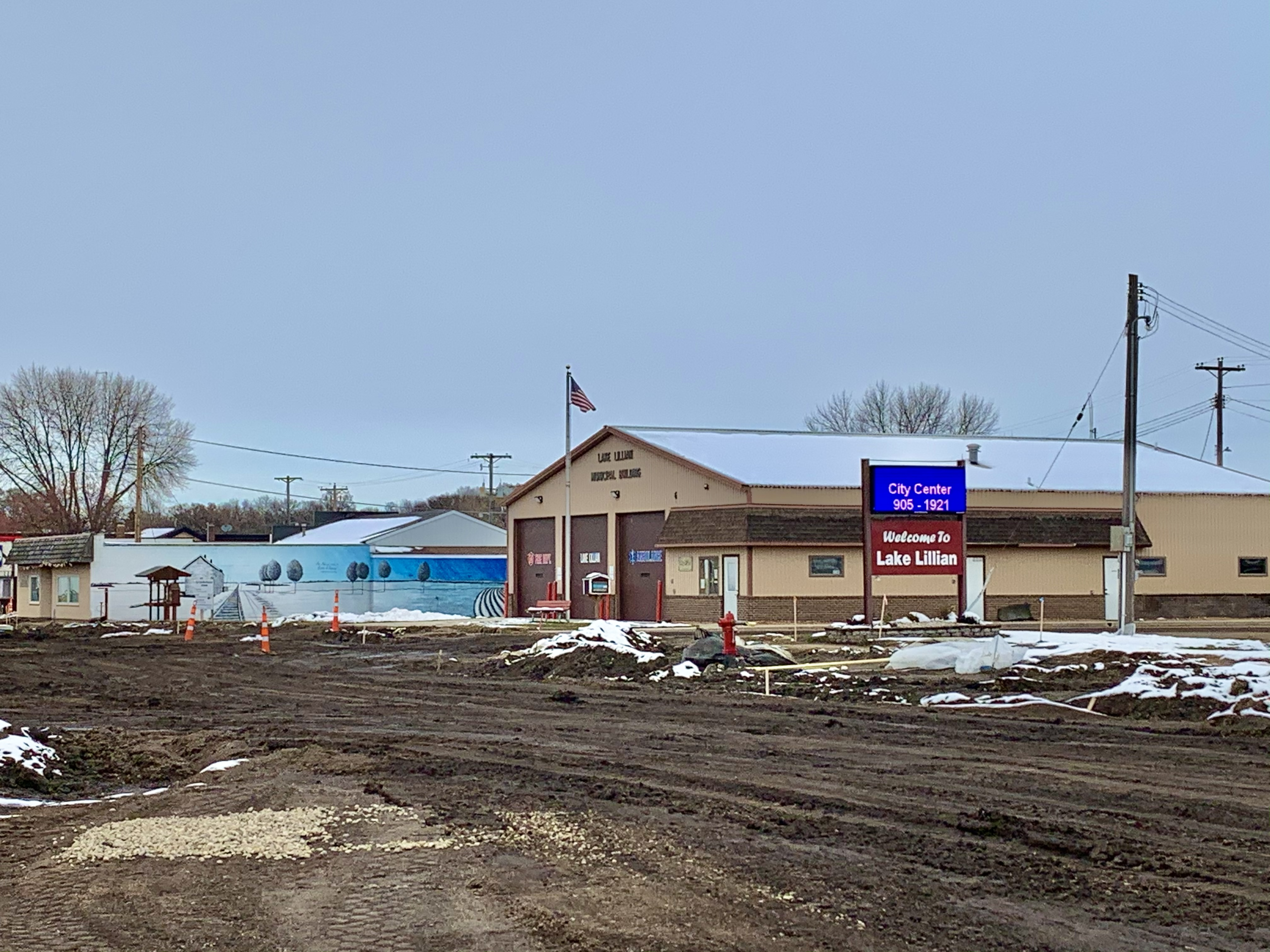
Bâtiment municipal